# Jungingen (Niemcy)
Jungingen – miejscowość i gmina w Niemczech, w kraju związkowym Badenia-Wirtembergia, w rejencji Tybinga, w regionie Neckar-Alb, w powiecie Zollernalb, wchodzi w skład wspólnoty administracyjnej Hechingen. Leży ok. 15 km na północny wschód od Balingen, przy drodze krajowej B32, na wys. ok. 590 m. w dolinie rzeki Starzel.

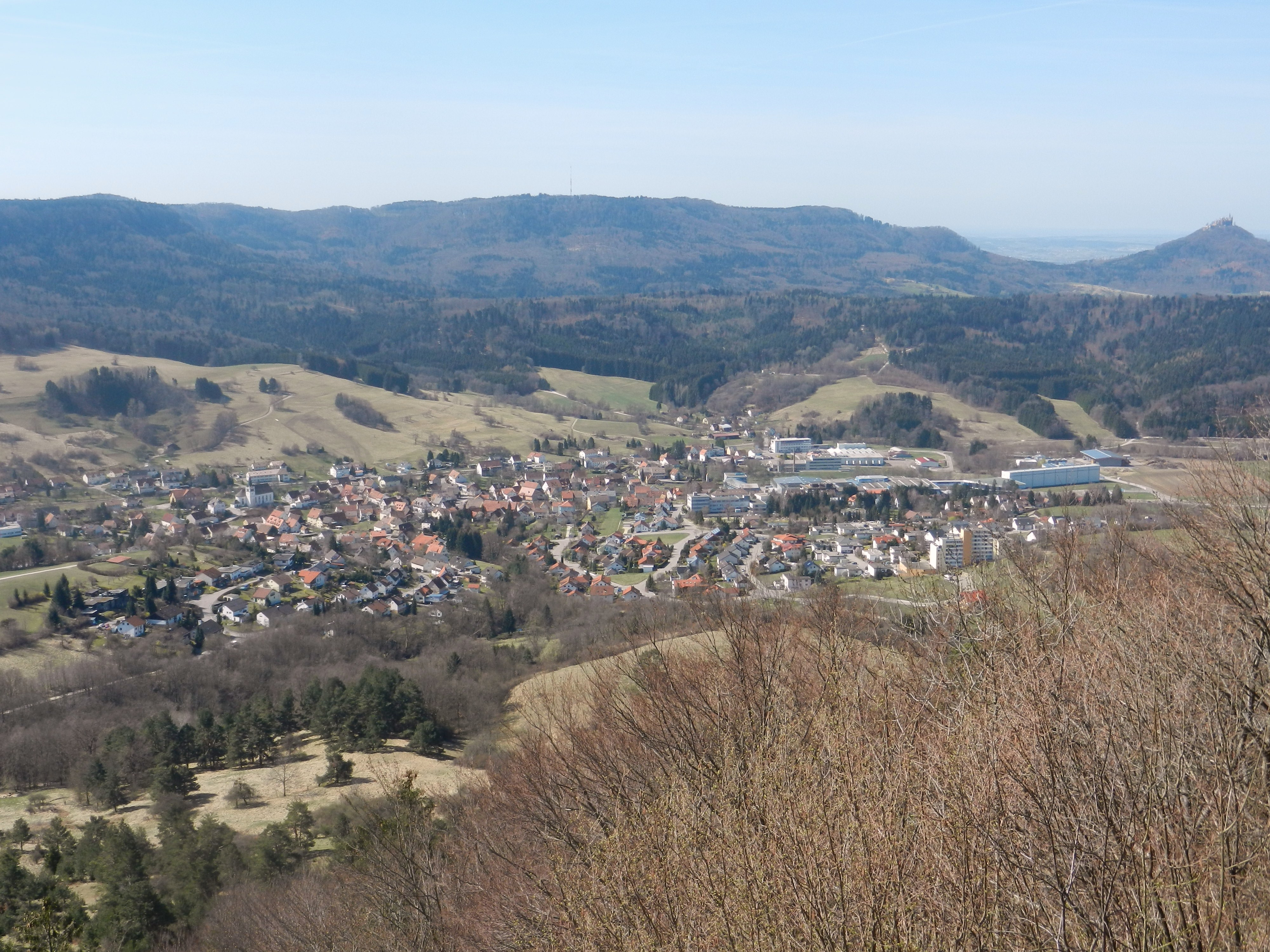
Panorama

Jungingen było założone przypuszczalnie już w IV wieku, jako miejsce zamieszkania alemańskiego Jungo z typową dla alemańskich osad końcówką -ingen.
Po raz pierwszy było wzmiankowane w 1075 roku. Na wzgórzu Bürgle położonym około kilometra od miejscowości stał zamek szlacheckiego rodu von Jungingen. Najbardziej znanymi reprezentantami tego rodu są bracia Konrad i Ulrich von Jungingen, którzy byli wielkimi mistrzami Zakonu Krzyżackiego na terenie Prus.